# Лебедев, Алексей Михайлович
Алексей Михайлович Лебедев (17 апреля 1922—1993) — заместитель командира отделения 21-го гвардейского инженерно-сапёрного батальона (35-я инженерно-сапёрная бригада, 28-я армия, 1-й Белорусский фронт), гвардии младший сержант, участник Великой Отечественной войны, кавалер ордена Славы трёх степеней.

## Биография
Родился 17 апреля 1922 года в деревне Малечкино, ныне Сандовского района Тверской области в семье крестьянина. Русский.
После 4 классов школы работал трактористом.
В июне 1941 года призван в Красную армию Сандовским райвоенкоматом. С августа 1941 года участвовал в боях с немецко-фашистскими захватчиками. К лету 1944 года гвардии красноармеец Лебедев А. М. воевал в составе 21-го гвардейского инженерно-сапёрного батальона 35-й инженерно-сапёрной бригады.
24 июня 1944 года в районе деревни Пружинище (севернее посёлка Озаричи Гомельской области, Белоруссия) с группой сапёров, проделывая проходы в минных полях, лично снял около 350 противотанковых мин противника. На его участке при прорыве обороны противника не было ни одного подрыва нашей техники.
Приказом по войскам 28-й армии (№ 36/н) от 17 июля 1944 года гвардии красноармеец Лебедев Алексей Михайлович награждён орденом Славы 3-й степени.
30 июля 1944 года при переправе войск и техники через реку Висла под огнём противника совершил 8 рейсов на пароме. Перевозил пушки, лошадей и пехоту. Награждён орденом Красной Звезды.
В ночь на 13 января 1945 года в районе 10 километров западнее города Пулавы (Люблинское воеводство, Польша), действуя в составе группы, под огнём противника обнаружил и обезвредил 12 мин типа «С», чем способствовал выполнению боевой задачи, поставленной перед группой.
Приказом по войскам 69-й армии (№ 27/н) от 20 февраля 1945 года гвардии красноармеец Лебедев Алексей Михайлович награждён орденом Славы 2-й степени.
В ночь на 17 апреля 1945 года во время прорыва обороны противника в районе города Лебус (земля Бранденбург, Германия) на участке 247-й стрелковой дивизии под огнём противника проделал проход в минных полях, снял 29 мин. 18 апреля 1945 года проделал ещё один проход для танков, чем способствовал их успешным действиям на другом участке.
Указом Президиума Верховного Совета СССР от 31 мая 1945 года гвардии младший сержант Лебедев Алексей Михайлович награждён орденом Славы 1-й степени. Стал полным кавалером ордена Славы.
В январе 1947 года старшина Лебедев А. М. — демобилизован. Жил в Ленинграде (ныне -Санкт-Петербург). Работал в охране на маслобазе.
Скончался в 1993 году. Похоронен на Волковском лютеранском кладбище (Санкт-Петербург).

## Награды
- Орден Отечественной войны I степени (11.03.1985)[3]
- Орден Красной Звезды (02.08.1944)[4]
- Полный кавалер ордена Славы:
  - орден Славы I степени (31.05.1945)[5];
  - орден Славы II степени (20.02.1945)[6];
  - орден Славы III степени (17.07.1944)[7];
- медали, в том числе:
  - «За освобождение Варшавы» (9.6.1945)[8]
  - «За взятие Кёнигсберга» (9.6.1945)
  - «В ознаменование 100-летия со дня рождения Владимира Ильича Ленина» (6 апреля 1970)
  - «За победу над Германией» (9 мая 1945[9])[8]
  - «За взятие Берлина» (9.6.1945)[8]
  - «За освобождение Праги» (9.6.1945)

- - «20 лет Победы в Великой Отечественной войне 1941—1945 гг.» (7 мая 1965[10])
  - «30 лет Победы в Великой Отечественной войне 1941—1945 гг.»[11]
  - 40 лет Победы в Великой Отечественной войне 1941—1945 гг.[12]
  - «30 лет Советской Армии и Флота»[13]
  - «40 лет Вооружённых Сил СССР»[14]
  - «50 лет Вооружённых Сил СССР» (26 декабря 1967[15])
- Знак «25 лет победы в Великой Отечественной войне» (1970)

## Память
- На могиле установлен надгробный памятник
- Его имя увековечено в Главном Храме Вооружённых сил России, и навсегда запечатлено на мемориале «Дорога памяти»